# МД-2 (запал)
МД-2 — радянський стандартний запал часів Другої світової війни. Застосовувався у підривачах серії МУВ.

## Конструкція
Конструктивно являє собою порожню втулку з капсулем-детонатором № 8 і капсулем-запалювачем КВ-11. Принцип дії: при наколюванні капсуля-запальника жалом ударника відбувається займання накольної суміші КВ-11, яка по каналу в ніпелі запала ініціює підрив капсуля-детонатора.

## Тактико-технічні характеристики
Маса неспорядженого, грам — 7,5
Діаметр втулки, мм — 13
Довжина, мм — 52-56